# Політична історія середньовіччя
Середньовіччя — історичний період, що тривав після доби античності й до початку Нового часу.
Світова медієвістика вважає початком Середньовіччя падіння Західної Римської імперії наприкінці V століття (заведено вважати, що імперія припинила своє існування 4 вересня 476 року, коли Ромул Август зрікся престолу). Щодо дати, яка позначила б закінчення епохи Середньовіччя, історики не мають єдиної думки. Визначити провідні ознаки кінця доби Середньовіччя важко, так як для кожного куточка світу характерні свої особливості. Загалом на сьогодні визначають наступні культові події, які ознаменували закінчення середньовічного періоду: написання «Комедії» Данте Аліг'єрі (1321 рік), падіння Константинополя (1453 рік), винахід друкарства (середина XV століття), відкриття Америки (1492 рік), початок Реформації (1517 рік) або початок Англійської революції (1640 рік). В останні роки українська медієвістика визначає закінчення періоду Середньовіччя до кінця XV — початку XVI століття. Зазначимо, що будь-яка періодизація Середньовіччя має умовний характер.

## Історіографія

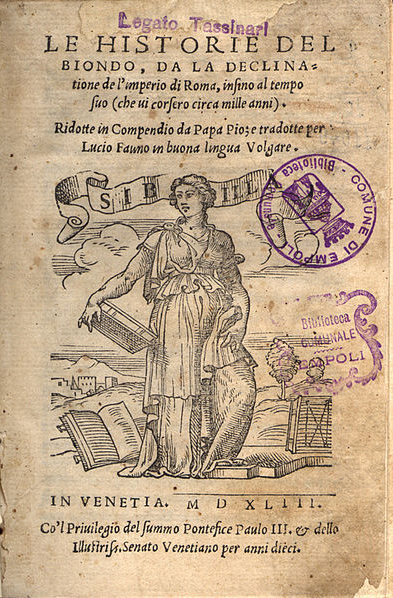
«Декади історії, починаючи від занепаду Римської імперії» Флавіо Бйондо, видання 1543 р.

### Термінологія
Термін «Середні віки» (лат. medium ævum — середній вік) вперше вжив італійський гуманіст Флавіо Бйондо в своїй інтелектуальній праці «Декади історії, починаючи від занепаду Римської імперії» (1483 рік). До Флавіо Бйондо на позначення періоду з часу падіння Західної Римської імперії до Відродження домінував термін, запропонований Петраркою — «Темні століття». У сучасній історіографії цей термін означає коротший хронологічний відрізок (VI—VIII століття).
У XV—XVI століттяx цей період історії мав наступні назви: media tempestas (лат. середній час; з 1469 року), media antiquitas (лат. середня античність; з 1494 року), medium tempus (лат. середні часи; з 1531), saeculum medium (лат. середній вік; з 1596 р.).
Гуманісти мали намір позначити, таким чином, епоху між античністю, яка їх надихала, і своєю сучасністю. Оскільки гуманісти оцінювали насамперед стан мови, писемності, літератури та мистецтва, то цей «серединний» період здавався їм втіленням занепаду античного світу, розквіту варварства і перевтілення «класичної латинської мови» у свою гіршу версію — «кухонної» латини.
У XVII столітті термін «Середні віки» увів до обігу професор Галльського університету Христофор Целларіуса (Келлер, Келларіус), поклавши початок так званій гуманістичній трихотомії. Він розділив всесвітню історію на Античність, Середньовіччя і Новий час. Келлер вважав, що Середньовіччя тривало з 395 року (остаточне розділення Римської імперії на Східну і Західну) і аж до 1453 року (падіння Константинополя).
У вузькому сенсі термін «Середньовіччя» застосовується щодо західноєвропейського Середньовіччя. У цьому випадку термін висвітлює ряд особливостей релігійного, економічного і політичного життя: феодальна система землекористування (феодали-землевласники і напівзалежні селяни); система васалітету (зв'язують феодалів відносини сеньйора і васала); безумовне домінування Церкви у релігійному житті; могутня політична влада Церкви (інквізиція, церковні суди, існування єпископів-феодалів); ідеали чернецтва і лицарства (поєднання духовної практики аскетичного самовдосконалення і альтруїстичного служіння суспільству); розквіт стилю середньовічної архітектури — готики. У ширшому сенсі цей термін може застосовуватися до будь-якої культури, але у цьому випадку він позначає переважно хронологічну приналежність і не вказує на наявність перерахованих вище особливостей західноєвропейського Середньовіччя (наприклад — «Середньовічний Китай»), або, навпаки, вказує на історичний період, що має ознаки Європейського Середньовіччя (в основному, феодалізм), але не збігається за хронологією із Середніми віками Європи (наприклад, японське Середньовіччя).

### Періодизація
Середньовіччя умовно можна поділити на три основних періоди:
- Раннє середньовіччя (кінець V — середина XI століть).
- Високе або класичне середньовіччя (середина XI — кінець XV століть).
- Пізнє середньовіччя або ранній Новий час (XVI—XVII століття).

Представники французької школи «Анналів» висунули ідею «Довгого Середньовіччя». Відповідно цій ідеї період Середньовіччя закінчується наприкінці XVIII століття.

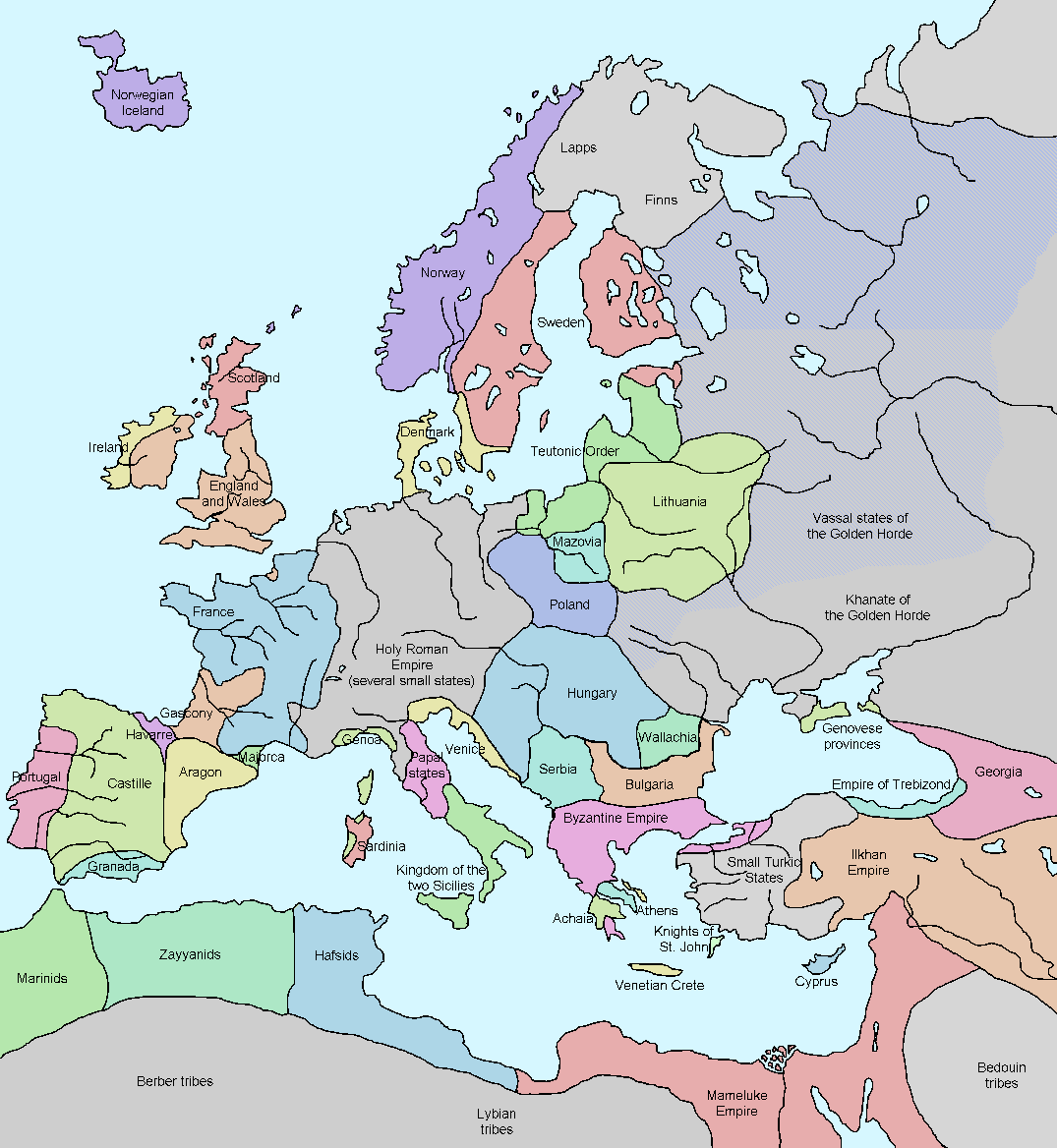
Європа у 1328 році
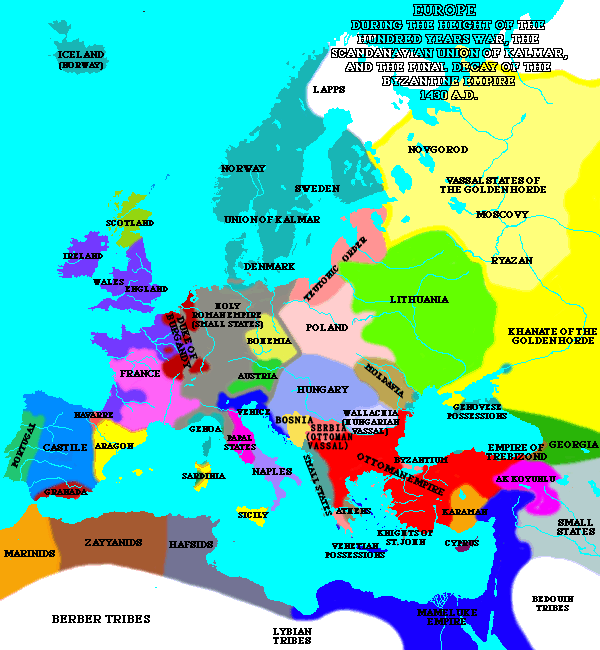
Європа у 1430 році
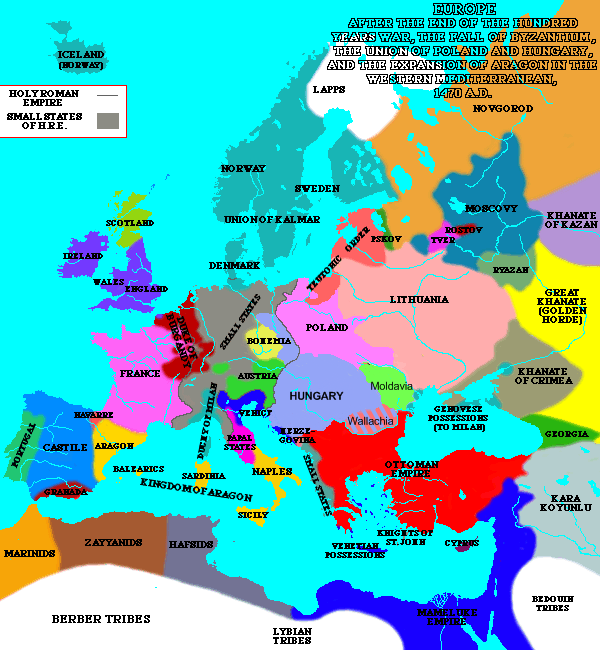
Європа у 1470 році

## Витоки: падіння Римської імперії

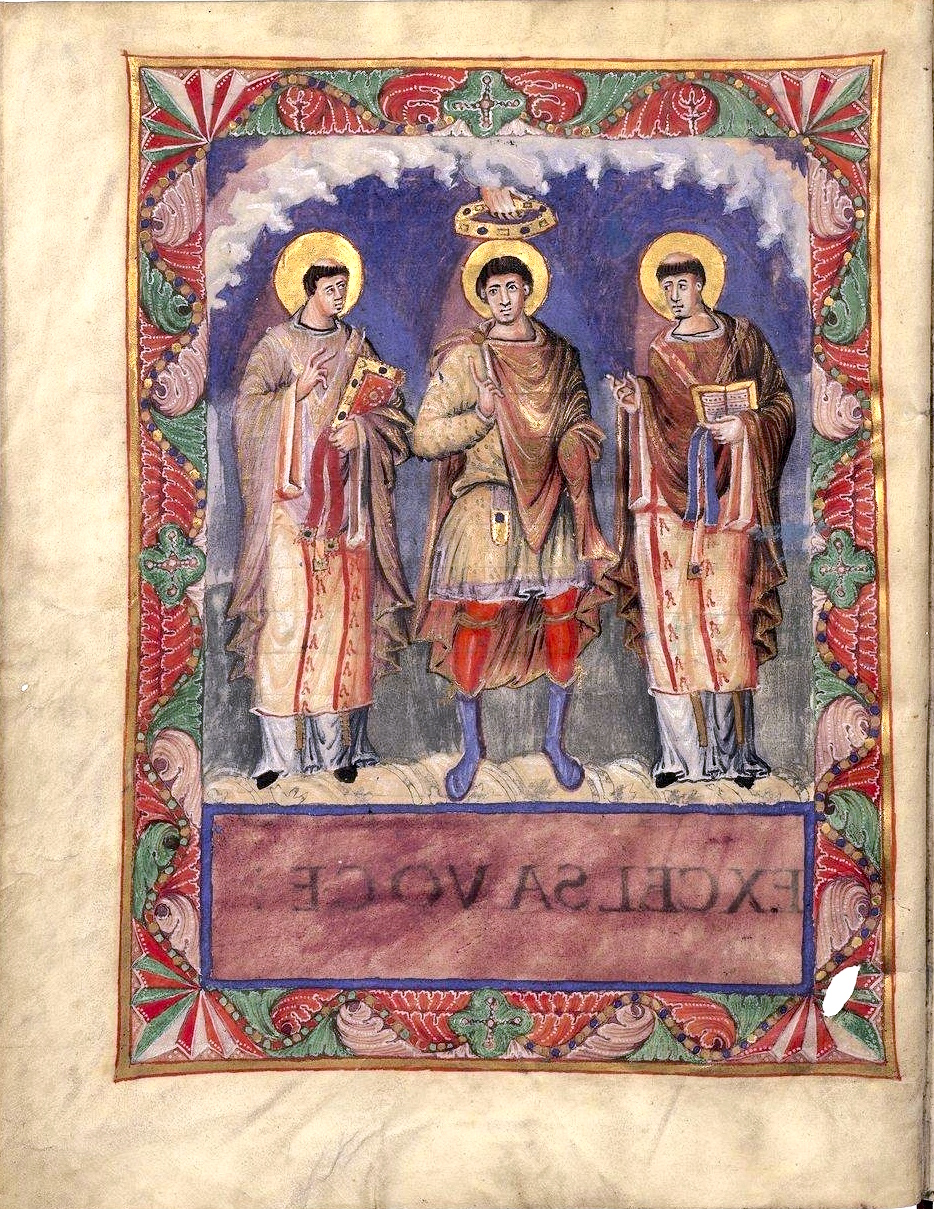
IX століття. Зображення Карла Великого з папами Геласієм I і Григорієм I

### Падіння Західної Римської імперії
Починаючи з II ст. могутність Римської імперії пішла на спад — поступово прийшли в занепад морська торгівля і розвиток міст, скоротився приріст населення. Західну імперію постійно турбували набіги варварів, що призвело до її занепаду. У 410 році вестготами був узятий Рим, а 4 вересня 476 році вождь германців Одоакр змусив останнього західного римського імператора, 16-річного Ромула Августа зректися престолу. За згодою Зенона Одоакр визнав імператором Заходу попередника Ромула Августула імператора Юлія на прізвисько Непот. Таким чином завершилося 12-вікове панування Риму.

## Раннє Середньовіччя

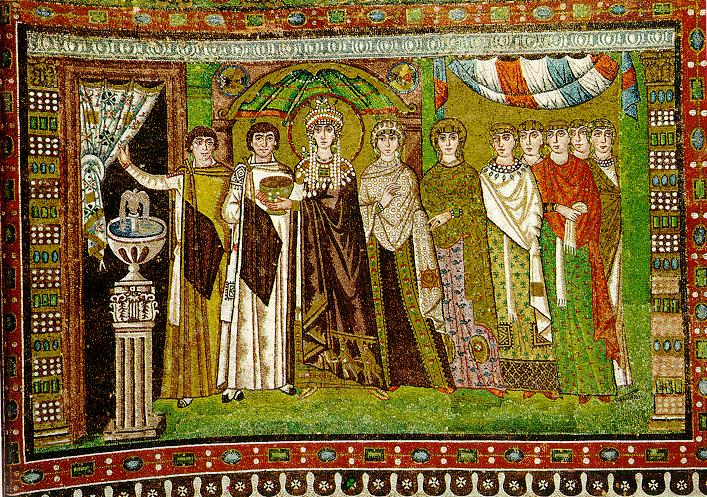
Весілля Юстиніана I і Феодори. VI століття. Мозаїка у базиліці Сан-Вітале в Равенні.

Період європейської історії, що почався незабаром після розпаду Римської імперії. Тривав близько п'яти століть, приблизно з 500 по 1000 рік. В епоху раннього Середньовіччя сталося Велике переселення народів, з'явилися вікінги, виникли королівства остготів в Італії і вестготів в Аквітанії і на Піренейському півострові й утворилося Франкське королівство, що в період свого розквіту займало більшу частину Європи. Північна Африка й Іспанія увійшли до складу арабського Халіфату а, на Британських островах існували численні невеликі держави англів, саксів і кельтів, з'явилися держави в Скандинавії, а також в центральній і східній Європі: Велика Моравія і Київська Русь.

### Велике переселення народів

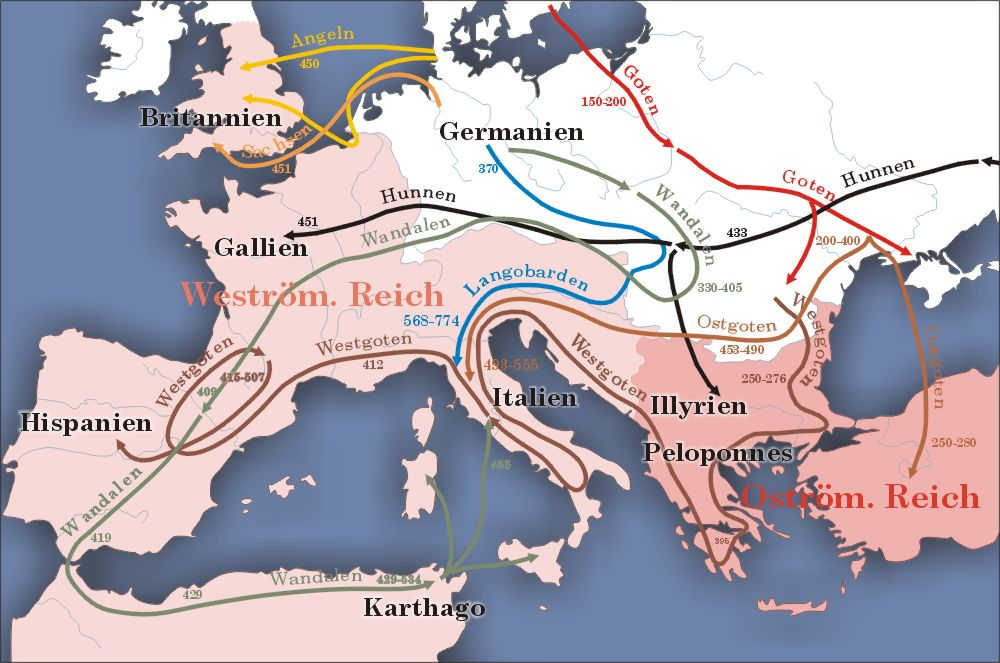
Карта Європи і шляхи міграції народів.

Умовна назва сукупності етнічних переміщень в Європі у IV—VII століттях, головним чином з периферії Римської імперії на її територію. Велике переселення можна розглядати як складову частину глобальних міграційних процесів, що охоплюють сім-вісім століть. Характерною особливістю переселення був той факт, що ядро Західної Римської імперії (включаючи в першу чергу Італію, Галлію, Іспанію і частково Дакію), куди попрямувала зрештою маса німецьких переселенців, до початку V століття нашої ери вже була досить щільно заселена самими римлянами та романізованими кельтськими народами. Тому велике переселення народів супроводжувалося культурними, мовними, а потім і релігійними конфліктами між німецьким і романізованим населення. Великі переселення заклали основу протистояння між німецькими і романськими народами в якомусь сенсі дійшов і до наших днів. У переселення активно брали участь слов'янські народи, тюрки, іранці (алани) та фінно-угорські племена.

### Реконкіста
Реконкіста почалася в районі Ковадонги сьогоднішньої Астурії, яка єдина не була завойована маврами. Її ініціював князь Пелайо у 722 році. Реконкіста йшла з перемінним успіхом, пов'язаним з тим, що феодальні чвари змушували християнських правителів боротися один з одним і зі своїми васалами. Траплялися й очевидні невдачі, наприклад битва при Аларкосе. Закінчилася реконкіста у 1492 році, коли Фернандо II Арагонський і Ізабелла I Кастильська вигнали останнього мавританського володаря з Іберійського півострова. Вони об'єднали більшу частину Іспанії під своєю владою (Наварра була включена до складу Іспанії у 1512 році).

### Візантійська імперія
Назва Східної Римської імперії в західній історичній науці. Назва «Візантійська імперія» (від назви міста Візантій, на місці якого римський імператор Костянтин Великий на початку IV століття заклав Константинополь) держава отримала в працях західноєвропейських істориків уже після свого падіння. Самі візантійці називали себе римлянами — по-грецьки «ромеями», а свою державу — «римською», «ромейською».

### Франкське королівство

Розширення Франкської держави з 481 року по 870 рік.

Умовна назва держави в Західної і Центральній Європі з V по IX століття, що утворилася на території Західної Римської імперії одночасно з іншими варварськими королівствами.

### Меровінґи
Перша династія франкських королів в історії Франції. Королі цієї династії правили з кінця V до середини VIII століття на території сучасних Франції і Бельгії. Вони походили з салічних франків, які в V століття е влаштувалися в Камбре (Хлодіон Довговолосий) і в Турне (Хільдерік I).

## Високе Середньовіччя

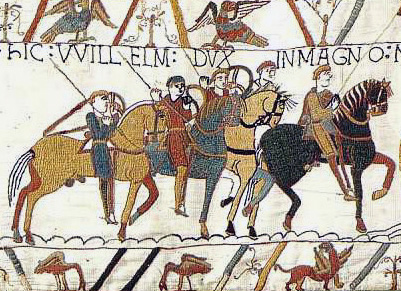
відбита на знаменитому гобелені з Байє битва при Гастінгсі — доленосна для історії Англії битва, в якій нормани здобули перемогу над англо-саксами

Період європейської історії, що продовжився приблизно з 1000 по 1300 рік. Епоха високого Середньовіччя змінила Раннє середньовіччя і передувала Пізнього середньовіччя. Основний характеризує тенденцією цього періоду стало швидке збільшення кількості населення Європи, що призвело своєю чергою до різких змін у соціальній, політичній та інших сферах життя.
У Високе Середньовіччя починає активно процвітати Європа. Прихід в Скандинавію християнства. Розпад Каролінгської імперії на дві окремі держави, на територіях яких пізніше сформувалися сучасні Німеччина та Франція. Організація християнами Хрестових походів з метою відвоювання у сельджуків Палестини. Розквіт торгівлі та комерції. Дуже активно розвивається культура. З'являються нові стилі і напрямки в архітектурі та музиці.
У Східній Європі епоха Високого Середньовіччя ознаменована розквітом Київської Русі та появою на історичній сцені Польщі та Великого Князівства Литовського. Нашестя монголів у XIII століття завдало непоправної шкоди розвиткові Східної Європи. Багато держав цього регіону були розграбовані та поневолені.

### Феодалізм
У результаті об'єднання частково зруйнованої західноримської соціально-економічної структури та німецької протомілітомагнарної системи виробничих відносин виник абсолютно новий суспільно-економічний устрій і відповідно спосіб виробництва, який заведено називати феодальним. Сам факт злиття порядків корінного населення Західної Римської імперії з німецькими давно вже помічений істориками, які назвали це явище романо-германським синтезом.

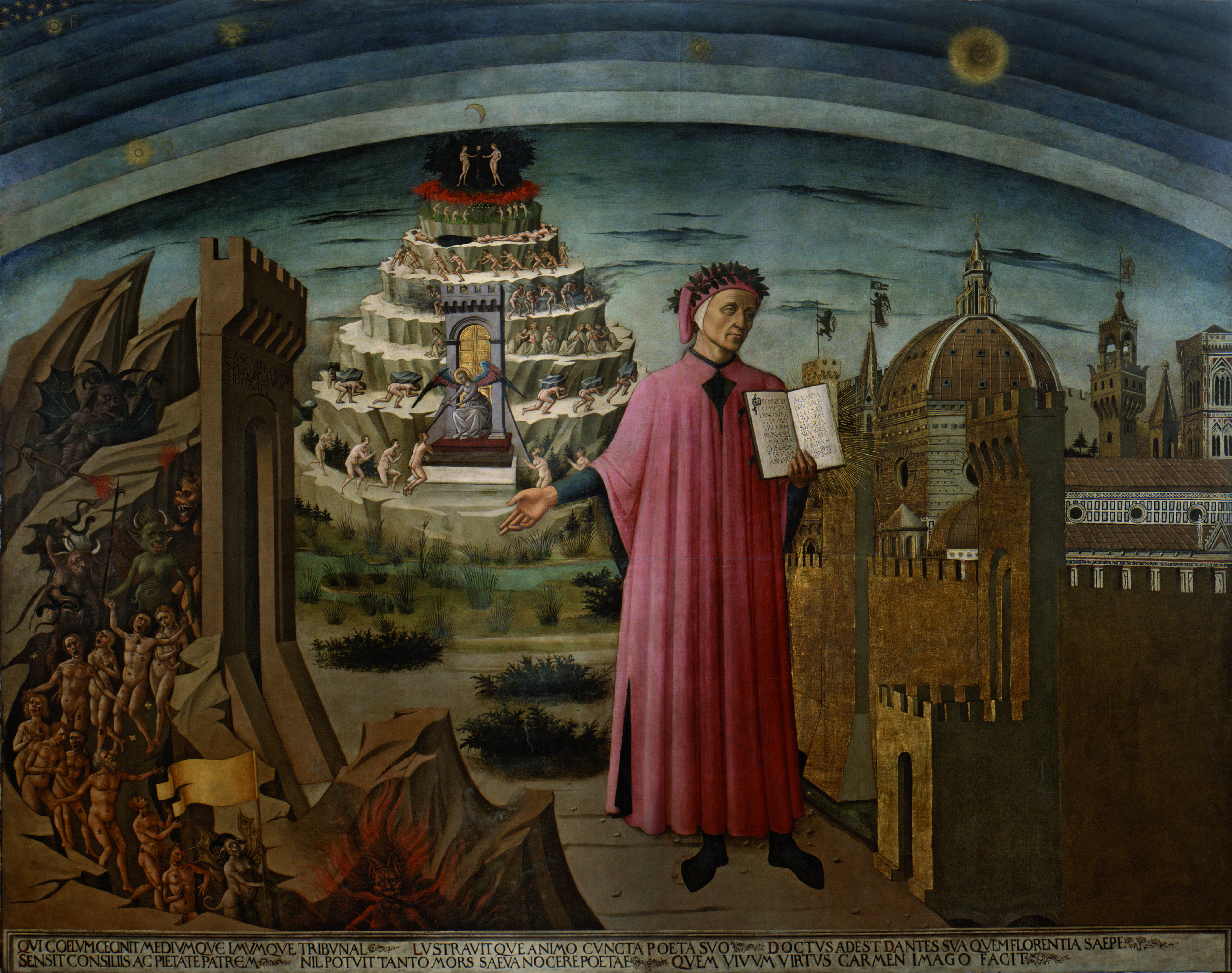
Данте, фреска Доменіко ді Мікеліно, 1465

### Хрестові походи
- Докладніше: Хрестові походи

Однією з визначальних рис епохи Високого Середньовіччя були хрестові походи, організовані християнами з метою відвоювання у сельджуків Палестини. Хрестові походи надавали найпотужніше вплив на всі верстви середньовічного суспільства — очолювали ці походи від королів і імператорів до простих селян, чиї господарі проводили довгі роки в боях на Сході. Розквіт ідеї хрестових походів припав на XII століття, коли після Першого хрестового походу на відвойованих територіях утворилося християнська держава — Єрусалимське королівство. У XIII столітті й пізніше християни робили декілька хрестових походів проти своїх же братів-християн, а також проти язичників, які сповідували інші, немусульманські релігії.

### Церква
Схизма 1054 року призвела до утворення двох основних галузей християнської церкви — Римо-католицької церкви в Західній Європі і Православної церкви у Східній. Розкол стався в результаті конфлікту між римським легатом кардиналом Гумбертом і патріархом Константинопольським Михайлом Кіруларія, під час якого церковники віддали один одного анафемі.

### Схоластика

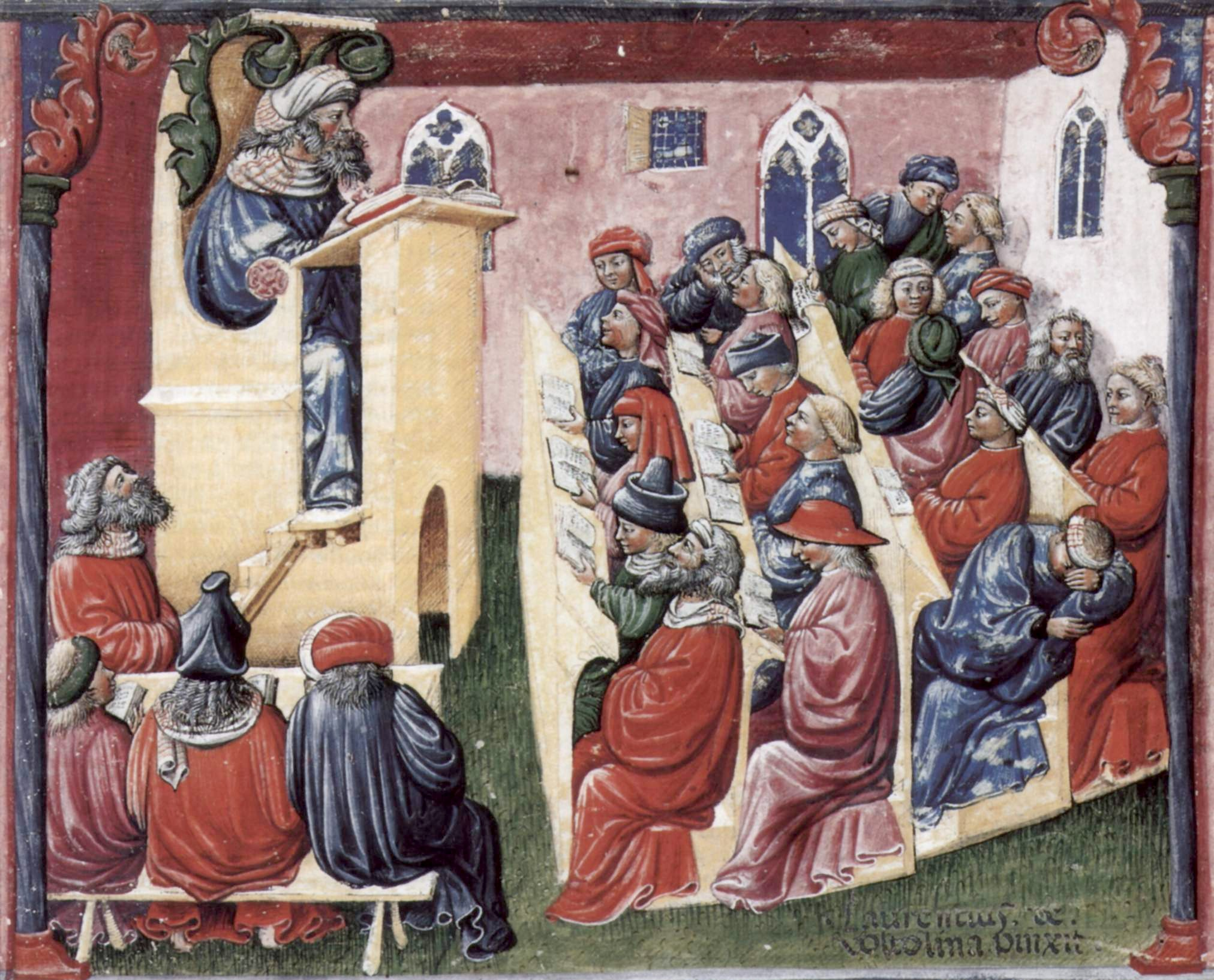
Образ школи у XIV століття

Систематична середньовічна філософія, сконцентрована навколо університетів та є синтезом християнського (католицького) богослов'я і логіки Арістотеля.

### Торгівля і комерція
У XII столітті в Північній Європі був заснований Ганзейський союз на чолі з містом Любек. До складу союзу ввійшли багато північних міст Священної Римської імперії — Амстердам, Кельн, Бремен, Ганновер і Берлін — і інших регіонів — наприклад Брюгге і Гданськ. Союз, що здійснював посередницьку торгівлю між Західною, Північною та Східною Європою, полягав у торговельних відносинах з багатьма іншими містами, серед яких були Берген і Новгород.
Наприкінці XIII століття венеційський мандрівник Марко Поло одним з перших в Європі вирушив Великим шовковим шляхом до Китаю, а після повернення ретельно описав побачене під час подорожі, відкривши західній людині світ Азії та Сходу. Слідом за ним на Схід вирушили численні місіонери — Гільйом де Рубрук, Джованні Плано Карпіні, Андре де Лонжюмо, Одоріко Порденоне, Джованні де Марігноллі, Джованні ді Монте Корвіно — і мандрівники, такі як Нікколо Конті.

## Пізнє Середньовіччя

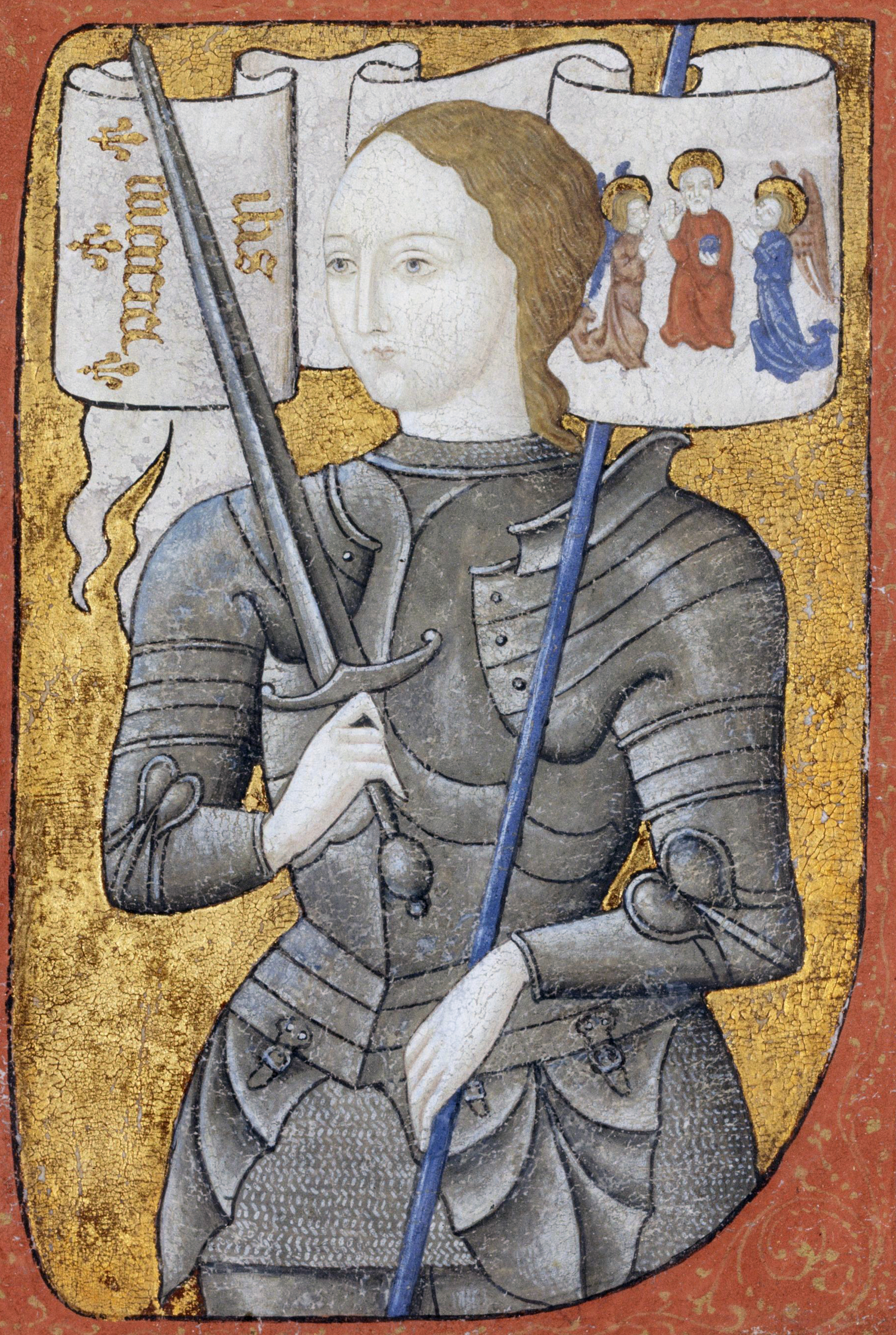
Жанна д'Арк, мініатюра другої половини XV ст.

Пізньому Середньовіччю передувало Високе середньовіччя, а подальший період називається Новий час. Історики різко розходяться у визначенні верхньої межі Пізнього Середньовіччя. Якщо в російській історичній науці заведено визначати його закінчення англійської громадянською війною, то в західноєвропейській науці кінець Середньовіччя зазвичай пов'язують з початком церковної реформації або Доби великих географічних відкриттів. Пізнє Середньовіччя називають також епохою Відродження.
Близько 1300 року, період росту і процвітання Європи закінчився цілою серією лих, таких як Великий голод 1315—1317 рр., який стався через незвичайно холодні й дощові роки, що знищило урожай. За голодом і хворобами прийшла Чорна смерть — епідемія чуми, що знищила більше ніж половину європейського населення. Руйнування соціального ладу призвело до масових заворушень, саме в цей час вирували відомі селянські війни в Англії та Франції, такі як Жакерія. Депопуляція європейського населення була довершена спустошеннями, зробленими монголо-татарською навалою і тривалою війною. Для Московії пізнє Середньовіччя починається монголо-татарським союзом, із закінченням якого на політичну арену виходить Московське царство, а давньоруський народ Високого Середньовіччя розпадається на український, білоруський народи.

### Столітня війна

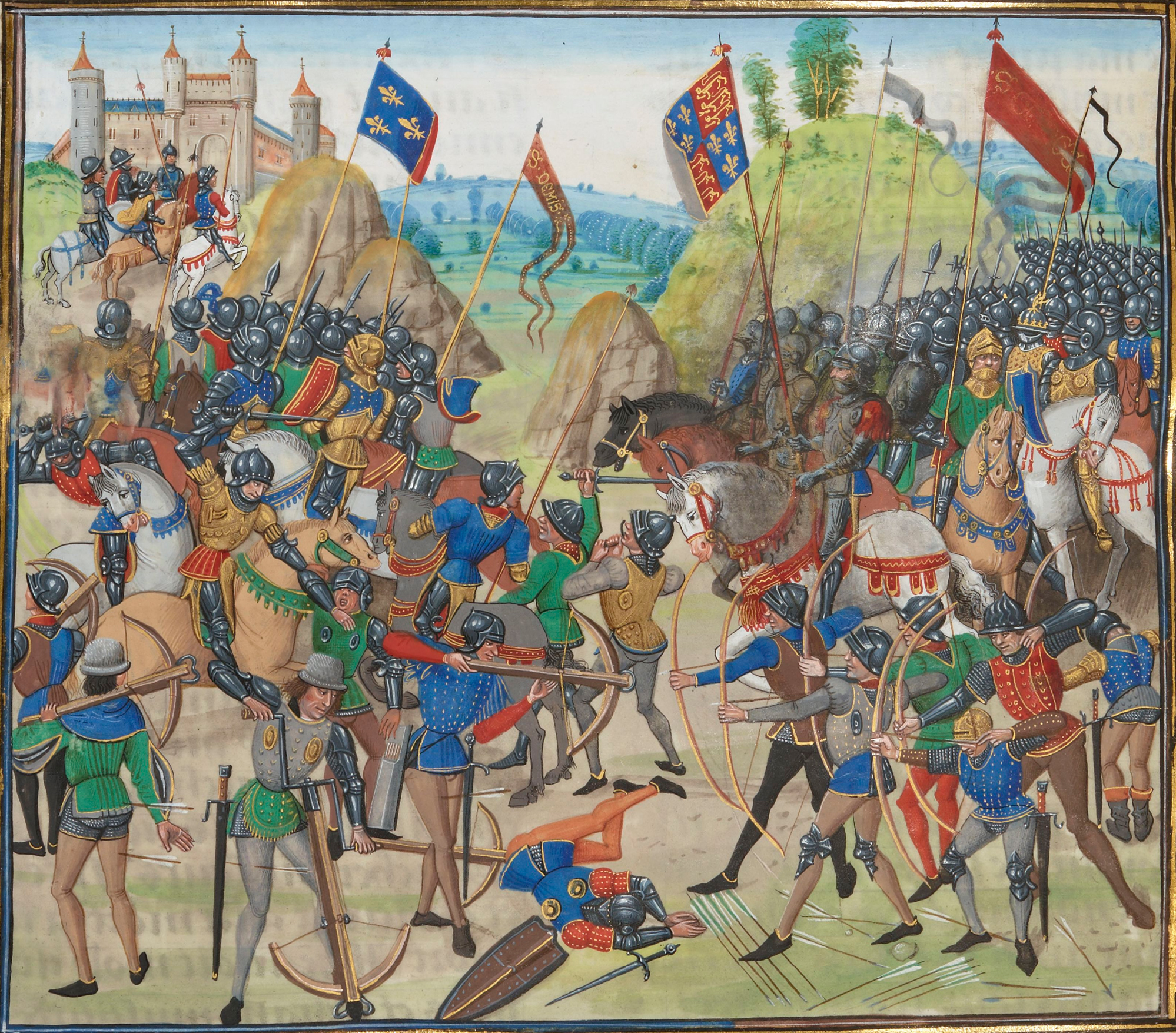
Битва при Креси

Серія військових конфліктів між Англією і її союзниками з одного боку і Францією і її союзниками з іншого, що тривали приблизно з 1337 по 1453 рік. Приводом до цих конфліктів були претензії на французький престол англійської королівської династії Плантагенетів, яка прагне повернути території на континенті, що раніше належали англійським королям. Плантагенети також були зв'язані сімейними узами з французькою династією Капетингів. Франція своєю чергою прагнула витіснити англійців з Гієні, яка була закріплена за ними Паризьким договором 1259 року. Попри початкові успіхи, Англія так і не добилася своєї мети у війні, а в результаті війни на континенті у неї залишився тільки порт Кале, який вона утримувала до 1558 року.

### Завоювання Османської імперії

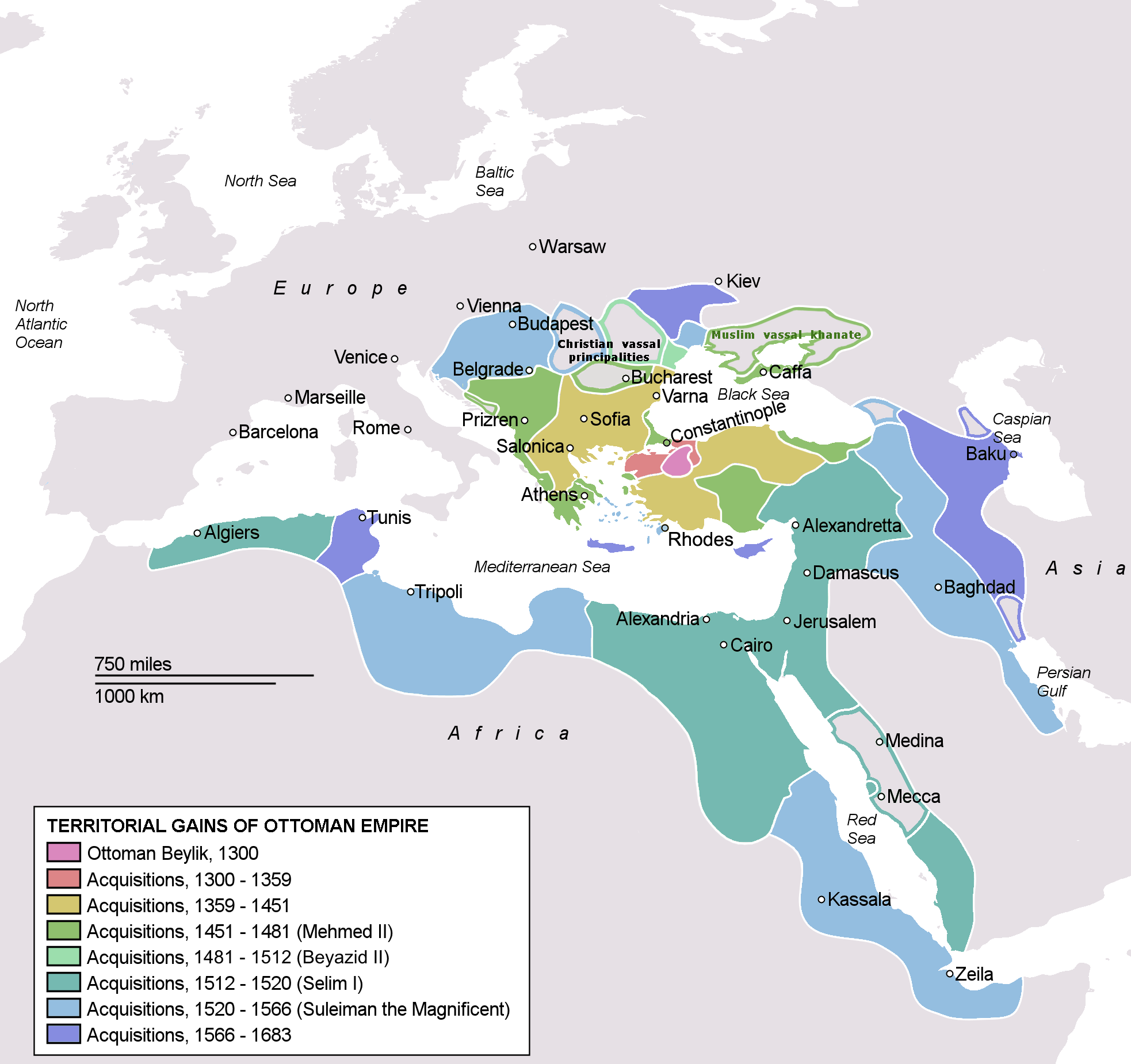
Османська імперія (1683)

Протягом шести століть, з XI по XVI століття, Османська імперія завойовувала все нові й нові території. У 1453 році турки взяли Константинополь, тим самим захопивши всю Візантійську імперію. У 1459 році була завойована вся Сербія (за винятком Белграда, взятого у 1521 році) і звернена в османський пашалик. У 1460 році завойовано Афінське герцогство і слідом за ним майже вся Греція, за винятком деяких приморських міст, що залишилися у владі Венеції. У 1462 році завойований острів Лесбос і Волощина, у 1463 році — Боснія. У 1483 році Туреччина підкорила Герцеговину. Балканський півострів повністю опинився в руках султана. У 1517 році турки взяли Каїр. Наприкінці XV століття турки захопили Крим, повністю опанувавши Чорне море і торговими шляхами через нього, Волощину і Молдавію. Під їх владою виявилися Південний Кавказ, Передня Азія і Північна Африка. Алжир зайняли турки-пірати. У 1534 році був завойований Багдад. Наприкінці XVI століття завоювання припинилися. Армія стала розпадатися, так як воїни перетворили свої ділянки в спадкове володіння й ухилялися від служби. Почався занепад Османської імперії.

### Реформація
Масове релігійне та суспільно-політичний рух в Західної і Центральній Європі у XVI столітті, спрямоване на реформування церкви відповідно до її початковими канонами. Крім релігійних Реформація також охоплювала політичні, економічні та культурні аспекти.

### Азія, Африка, Океанія та Америка в Середні століття
Азійські держави Індія і Китай дуже активно почали розвиватися, завдяки торгівлі. Став дуже активно використовуватися Великий шовковий шлях, що лежав через країни Південної Європи, Центральної і Середньої Азії. Шовковий шлях відіграв велику роль у розвитку економічних і культурних зв'язків народів Передньої Азії, Середньої Азії та Китаю, він, наприклад, служив провідником в дифузії різних інновацій, в тому числі в мистецтві (танці, музика, образотворче мистецтво, архітектура), релігії (християнство, буддизм, іслам, маніхейство), технології (саме виробництво шовку, а також пороху, паперу тощо).

#### Вторгнення монголів в Індію та Китай
У 1206 році монгольським правителем став Чингісхан, який створив прекрасне військо. У 1211 році монголи пішли на Китай і у 1215 році взяли Пекін.
Завоювання Китаю продовжилося до 1279 року. Але наприкінці XIII століття держава розпалася на улуси з Чингізидами на чолі.
У середині XIV століття відбулося повстання червоних пов'язок. Його основу склали селяни, їх підтримали жителі міст. Повсталі зайняли столицю і почали тіснити завойовників до кордонів. У 1386 році останній монгольський імператор біг на північ. У Китаї встановилася династія Мін і в країні почався економічний і культурний підйом.
У 1389 році в Індію вдерлися війська Тимура. Розграбувавши країну, монголи зайняли Делі. 100 000 полонених були страчені. У Самарканд Тимур відправив незліченні скарби, а Індія на довгі роки прийшла в запустіння.
У 1526 році в Індію вдерся Бабур. Його військо з узбеків і афганців було добре озброєне. Він розгромив останнього Делійського султана, опанував Делі й утворив імперію Великих Моголів.
Наступники Бабура захопили весь Індостан. Під їх владою міжусобиці на якийсь час припинилися.

### Африка
Народи Африки розвивалися нерівномірно. У центрі континенту жили пігмеї та бушмени, які займалися полюванням і збиранням. Жителі Сахари розводили худобу, а в оазах обробляли землю, вирощували просо, рис, бавовну, кокосові пальми, цукровий очерет і займалися ремеслом.
У межиріччі Нігера і Судана виникли міста — Тімбукту, Гао, Дженне. Населення займалося землеробством і здобиччю золота. Через Судан проходили торгові шляхи зі Середземного моря до Гвінейської затоки. Судан стягували з караванів мита, а потім самі зайнялися торгівлею.

### Середньовічна Океанія
Цей регіон був невідомий європейцям, які не знали про існування цих островів, проте тут приблизно в 1200 році закінчився процес колонізації регіону місцевими тубільцями, (заселення Нової Зеландії відбувалося у XI—XIV століттях, заселення Самоа і Тонга, як вважають деякі вчені, сталося в V столітті, за іншими даними — набагато раніше, були заселені в Середньовіччя та острови Волліс і Футуна). В основному тут був первіснообщинний лад, але були та вогнища розкладання цього ладу (Мікронезія, де класичним пам'ятником цієї епохи є знаменитий комплекс Нан-Мадол) і формування першої державності, тобто початку формування ранньокласового суспільства. На деяких островах були свої правителі — вожді.

## Основні держави та освіти

### Історичні держави Італії

Італія близько 1000 року

Італія протягом всього Середньовіччя і більшої частини Нового часу до XIX століття являла собою конгломерат різних (за розміром і політичного устрою) державних утворень. І хоча німецькі імператори практично постійно претендували на сюзеренітет над Італією, але всі спроби їх закінчувалися нічим або ефемерною та епізодичною владою.
- Лангобардське королівство — королівство, створене німецьким плем'ям лангобардів у VI столітті на півночі Італії.
- Швабія — місцевість на південному заході Німеччини в землях Баден-Вюртемберг і Баварії.
- Венеційська республіка — республіка на північному сході Італії зі столицею в Венеції.
- Веронська марка — республіка на північному сході Італії з центром в Аквілеї та Вероні.
- Тосканська марка — регіон на північному заході Італії.
- Романья — історична область в центрі Італії, на південному сході сучасного регіону Емілія-Романья, на північ від Марке.
- Пентаполя — область з 5 містами з часів Птолемеїв назву Киренаїки.
- Сполетське герцогство — феодальна держава зі столицею в Сполето.
- Папська область — теократична держава, яку очолював Папа Римський.
- Беневентське князівство — Лангобардськоє держава в Південній Італії.
- Сицилійський емірат — мусульманське держава, на острові Сицилія.
- Барійський емірат  — мусульманське держава навколо міста Барі.
- Салернське князівство — Лангобардське князівство в Південній Італії.
- Амальфійське герцогство — феодальна держава зі столицею в Амальфі в південній Італії.
- Неаполітанське герцогство — фактично незалежна держава в Південній Італії.
- Капуанське князівство — фактично незалежна держава в Південній Італії.
- Гаетанське герцогство — держава на півдні Італії з центром Гаета.

### Священна Римська імперія

Територія Священної Римської імперії в 962—1806 рр.

Державне утворення, що існувало з 962 року по 1806 рік і об'єднувало території Центральної Європи. У період найвищого розквіту до складу імперії входили Німеччина, що була її ядром, північна та середня Італія, Швейцарія, Бургундське королівство, Нідерланди, Бельгія, Чехія, Сілезія, Ельзас і Лотарингія. Формально складалося з трьох королівств: Східне Франкське, Італії та Бургундії.
Імперія була заснована у 962 році східнофранкським королем Оттоном I та розглядалась як пряме продовження античної Римської імперії та Каролінзької імперії Карла Великого. Процеси становлення єдиної держави в імперії за всю історію її існування так і не були завершені, і вона залишалася децентралізованим утворенням зі складною феодальної ієрархічною структурою, що об'єднувала декілька сотень територіально-державних утворень. На чолі імперії стояв імператор. Імператорський титул не був спадковим, а надавався за підсумками обрання колегією курфюрстів. Влада імператора ніколи не була абсолютною і обмежувалася аристократією Німеччини, а з кінця XV століття — рейхстагом, який представляв інтереси основних класів імперії.